# Erisma bicolor
Erisma bicolor är en tvåhjärtbladig växtart som beskrevs av Adolpho Ducke. Erisma bicolor ingår i släktet Erisma och familjen Vochysiaceae. Utöver nominatformen finns också underarten E. b. macrophyllum.